# Brilliant (album)
Pour les articles homonymes, voir Brilliant (homonymie).
Albums de Ultravox
Ingenuity
(1994)
Brilliant est le onzième album studio d'Ultravox, sorti en 2012. Il marque la réunion de la formation « classique » du groupe, composée de Midge Ure, Chris Cross, Billy Currie et Warren Cann, pour la première fois depuis Lament (1984).

## Titres
Toutes les chansons sont créditées à Midge Ure, Chris Cross et Billy Currie.
1. Live – 4:11
2. Flow – 4:24
3. Brilliant – 4:22
4. Change – 4:30
5. Rise – 4:04
6. Remembering – 3:43
7. Hello – 5:40
8. One – 4:43
9. Fall – 4:07
10. Lie – 4:35
11. Satellite – 3:58
12. Contact – 4:31

## Musiciens
- Midge Ure : chant, guitare, synthétiseur
- Chris Cross : basse, synthétiseur
- Billy Currie : piano, synthétiseur, violon
- Warren Cann : batterie